# Chamblanc
Chamblanc és un municipi francès, situat al departament de la Costa d'Or i a la regió de Borgonya - Franc Comtat. L'any 2007 tenia 499 habitants.

## Demografia

### Població
El 2007 la població de fet de Chamblanc era de 499 persones. Hi havia 174 famílies, de les quals 48 eren unipersonals (20 homes vivint sols i 28 dones vivint soles), 43 parelles sense fills, 75 parelles amb fills i 8 famílies monoparentals amb fills.
La població ha evolucionat segons el següent gràfic:
Habitants censats

### Habitatges
El 2007 hi havia 205 habitatges, 182 eren l'habitatge principal de la família, 17 eren segones residències i 6 estaven desocupats. 199 eren cases i 6 eren apartaments. Dels 182 habitatges principals, 150 estaven ocupats pels seus propietaris, 27 estaven llogats i ocupats pels llogaters i 6 estaven cedits a títol gratuït; 1 tenia una cambra, 10 en tenien dues, 25 en tenien tres, 48 en tenien quatre i 98 en tenien cinc o més. 147 habitatges disposaven pel capbaix d'una plaça de pàrquing. A 75 habitatges hi havia un automòbil i a 98 n'hi havia dos o més.

### Piràmide de població
La piràmide de població per edats i sexe el 2009 era:
| Homes | Edats   | Dones |
| ----- | ------- | ----- |
| 0     | 95 o +  | 0     |
| 0     | 90 a 94 | 0     |
| 0     | 85 a 89 | 4     |
| 0     | 80 a 84 | 4     |
| 8     | 75 a 79 | 16    |
| 12    | 70 a 74 | 4     |
| 16    | 65 a 69 | 28    |
| 12    | 60 a 64 | 8     |
| 12    | 55 a 59 | 4     |
| 4     | 50 a 54 | 4     |
| 12    | 45 a 49 | 4     |
| 12    | 40 a 44 | 12    |
| 28    | 35 a 39 | 24    |
| 20    | 30 a 34 | 16    |
| 8     | 25 a 29 | 24    |
| 4     | 20 a 24 | 16    |
| 16    | 15 a 19 | 16    |
| 12    | 10 a 14 | 16    |
| 4     | 5 a 9   | 24    |
| 16    | 0 a 4   | 16    |

## Economia
El 2007 la població en edat de treballar era de 316 persones, 215 eren actives i 101 eren inactives. De les 215 persones actives 201 estaven ocupades (110 homes i 91 dones) i 15 estaven aturades (6 homes i 9 dones). De les 101 persones inactives 19 estaven jubilades, 61 estaven estudiant i 21 estaven classificades com a «altres inactius».

### Ingressos
El 2009 a Chamblanc hi havia 191 unitats fiscals que integraven 468 persones, la mediana anual d'ingressos fiscals per persona era de 17.038 €.

### Activitats econòmiques
Dels 13 establiments que hi havia el 2007, 1 era d'una empresa de fabricació d'altres productes industrials, 1 d'una empresa de construcció, 3 d'empreses de comerç i reparació d'automòbils, 1 d'una empresa de transport, 2 d'empreses d'hostatgeria i restauració, 3 d'empreses de serveis, 1 d'una entitat de l'administració pública i 1 d'una empresa classificada com a «altres activitats de serveis».
Dels 4 establiments de servei als particulars que hi havia el 2009, 1 era un taller de reparació d'automòbils i de material agrícola, 1 paleta, 1 fusteria i 1 restaurant.
L'any 2000 a Chamblanc hi havia 7 explotacions agrícoles que ocupaven un total de 508 hectàrees.

## Poblacions més properes

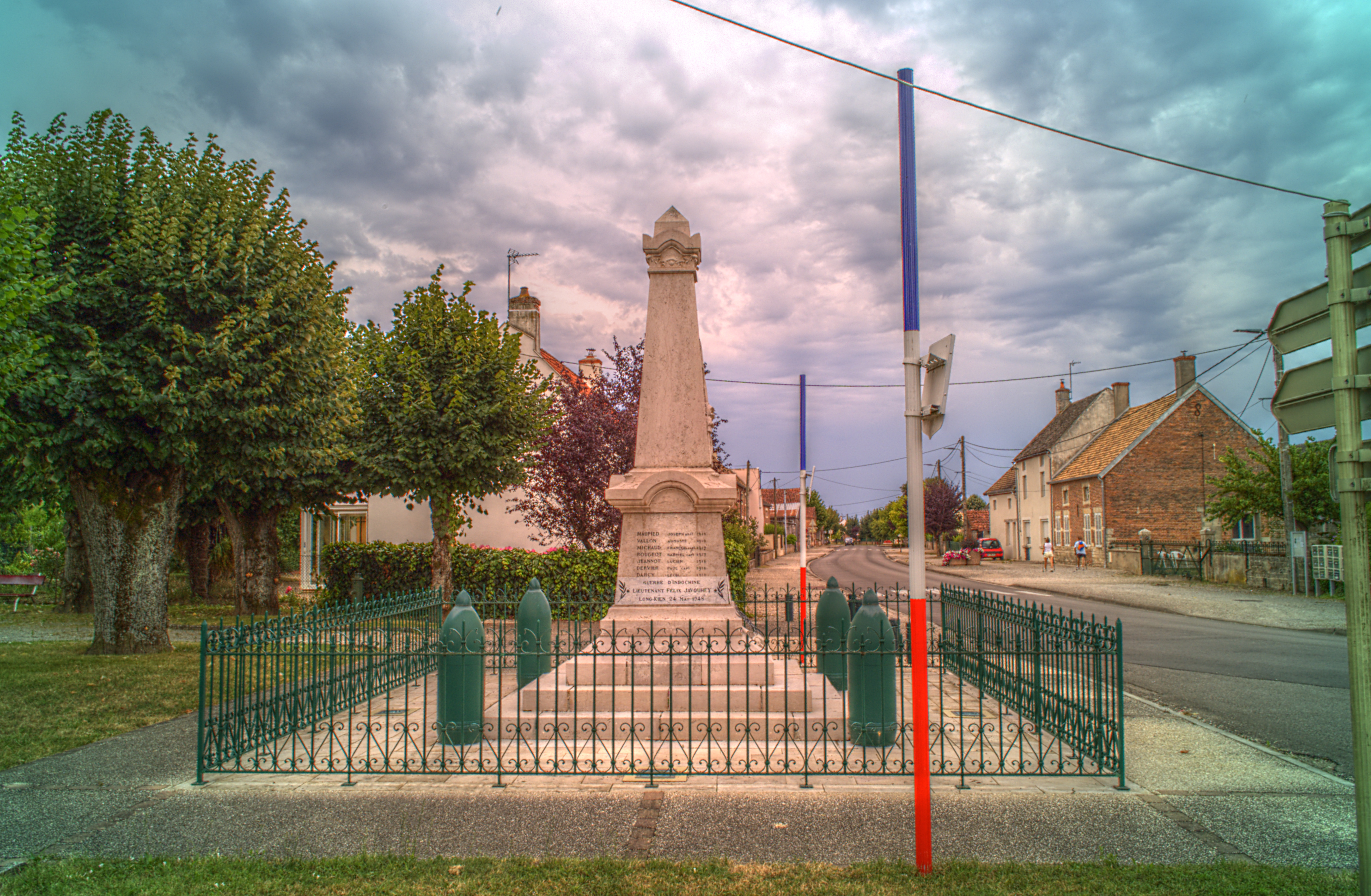
Monuments als morts durant la Primera Guerra Mondial

El següent diagrama mostra les poblacions més properes.